# Microrregión del Litoral Lagunar
La microrregión del Litoral Lagunar es una de las microrregiones del estado brasileño del Rio Grande do Sul perteneciente a la mesorregión Sudeste Rio-Grandense. Su población fue estimada en 2005 por el IBGE en 261.252 habitantes y está dividida en cuatro municipios. Posee un área total de 9.379,158 km².

## Municipios
- Chuí
- Rio Grande
- Santa Vitória do Palmar
- São José do Norte

- Datos: Q2564138